# Günter Schrempp

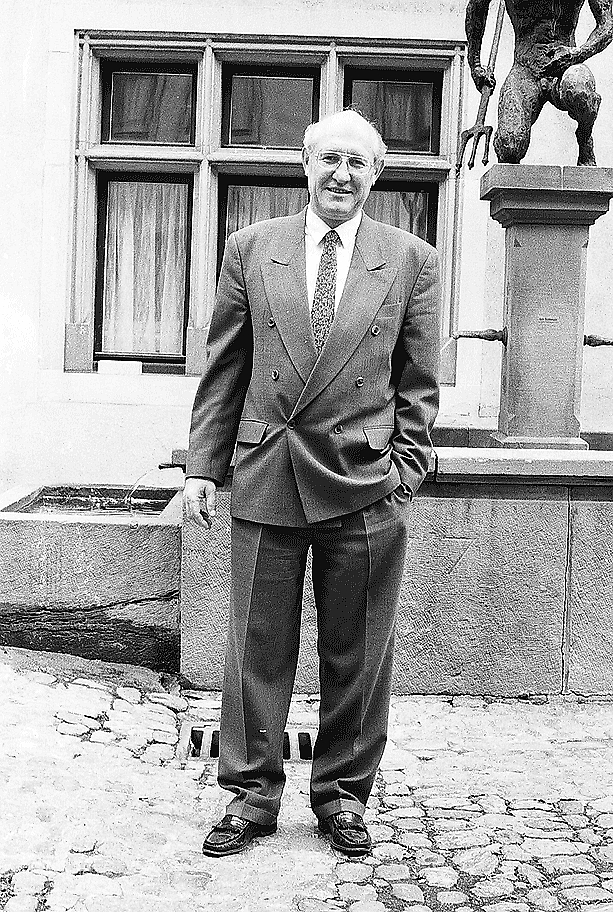
Günter Schrempp (1994)

Günter Schrempp (* 8. Juni 1942 in Freiburg im Breisgau) ist ein deutscher Politiker (SPD).

## Leben und Politik
In den Jahren 1952 bis 1964 besuchte Schrempp das Rotteck-Gymnasium in Freiburg, danach studierte er in Karlsruhe Bauingenieurwesen und war anschließend im öffentlichen Dienst des Landes Baden-Württemberg als Oberbaurat tätig.
1973 bis 1980 gehörte Schrempp als Stadtrat dem Gemeinderat der Stadt Freiburg an. Er ist seit 1. Januar 1998 Mitglied der SPD.
Zur Landtagswahl 1980 wurde Schrempp erstmals in den Landtag von Baden-Württemberg gewählt, in dem er den Wahlkreis Freiburg II (West) vertrat. Schrempp gewann stets das Direktmandat des Wahlkreises, was im Jahr 1980, 1984 und 1988 keinem anderen Bewerber der SPD im südlichen Landesteil gelang. 1996 wurde er nicht wiedergewählt. Nach seinem Ausscheiden aus dem Landtag war Schrempp Geschäftsführer des Internetanbieters ROL3, bei dem die debis – eine Tochtergesellschaft der DaimlerChrysler AG – Minderheitsaktionärin war. Seit 2000 war er als Unternehmensberater vornehmlich für die Bereiche Bauen und Verkehr in Süddeutschland und der Schweiz und später als selbständiger Projektmanager beim Ausbau des Flughafens Frankfurt tätig.

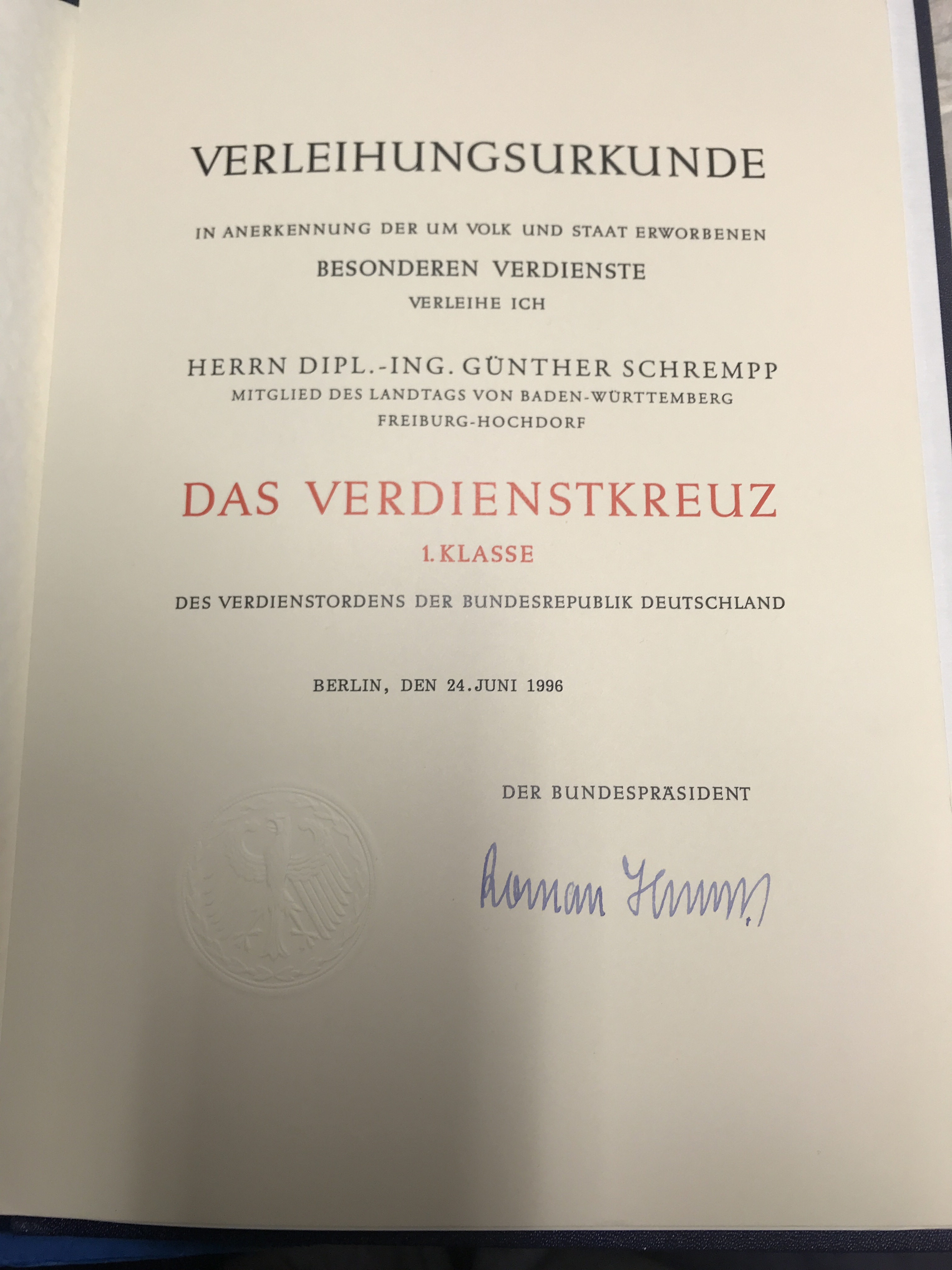

Im Februar 1986 wurde Schrempp mit dem Bundesverdienstkreuz am Bande ausgezeichnet. Am 24. Juni 1996 wurde er mit dem Bundesverdienstkreuz 1. Klasse durch Bundespräsident Roman Herzog geehrt.
Schrempp war Landesvorsitzender in Baden-Württemberg und Vizepräsident des Deutschen Mieterbundes.
Günter Schrempp ist der ältere Bruder von Industriemanager Jürgen Schrempp (* 1944) und von Wolfgang Schrempp (* 1949), der bis 2010 bei der Daimler AG (heute Mercedes-Benz Group) als Manager zunächst ab 2000 für die Region Italien und ab 2006 für Australien und Neuseeland zuständig war.
Schrempp war verheiratet mit Gerlinde Schrempp (* 1946). Er ist seit 1998 mit Ulrike Schrempp verheiratet. Er ist mehrfacher Vater und Großvater.
Schrempp ist seit 1964 Mitglied der katholischen Studentenverbindung K.D.St.V. Nordmark (Rostock) Essen. Er war über 25 Jahre Präsident des Herrenelferrates der Breisgauer Narrenzunft (BNZ) und ist seit langer Zeit aktives Mitglied der Freiburger Narrenzunft Fasnetrufer.
Seit seiner Jugend ist er Mitglied des SC Freiburg; er war dort von 2015 bis 2023 Mitglied des Aufsichtsrates. In den Jahren 2015 bis 2018 war er Präsident des Golfclubs Tuniberg in Freiburg-Munzingen. Schrempp wohnt in Reute.